# Млаше
Млаше (груз. მლაშე) — село в Грузії.
За даними перепису населення 2014 року в селі проживає 423 особи.